# Clementine Hunter
Clementine Hunter (1886/1887 - 1 januari 1988) was een Afro-Amerikaanse kunstschilderes uit Louisiana. Ze was autodidact.  
Hunter werd geboren op een plantage, werkte zelf in de landbouw en leerde niet lezen of schrijven. Toen ze de leeftijd van vijftig gepasseerd was begon ze te schilderen met kwasten, penselen en verf die een kunstenaar had achtergelaten op Melrose Plantation, waar ze woonde. Haar kunstwerken zijn een voorbeeld van outsider art. Ze tonen het leven op de plantages in de vroege 20e eeuw. Haar eerste werken verkocht ze voor amper 25 dollarcent. Op het einde van haar leven werden haar werken in musea tentoongesteld en in kunsthandels voor duizenden dollars verkocht. Binnen het African House op de Melrose Plantation zijn een aantal muurschilderingen te vinden. Werken van Hunter bevinden zich o.a. in de collecties van Alexandria Museum of Art en het Minneapolis Institute of Art.
In 1986 gaf de Northwestern State University van Louisiana haar een eredoctoraat in de schone kunsten.
Een kunstenaar met een gelijkaardige achtergrond en thematiek was Mose Tolliver.

## Galerij

Interieur van het "African House" met diverse muurschilderingen van Clementine Hunter op de Melrose Plantation
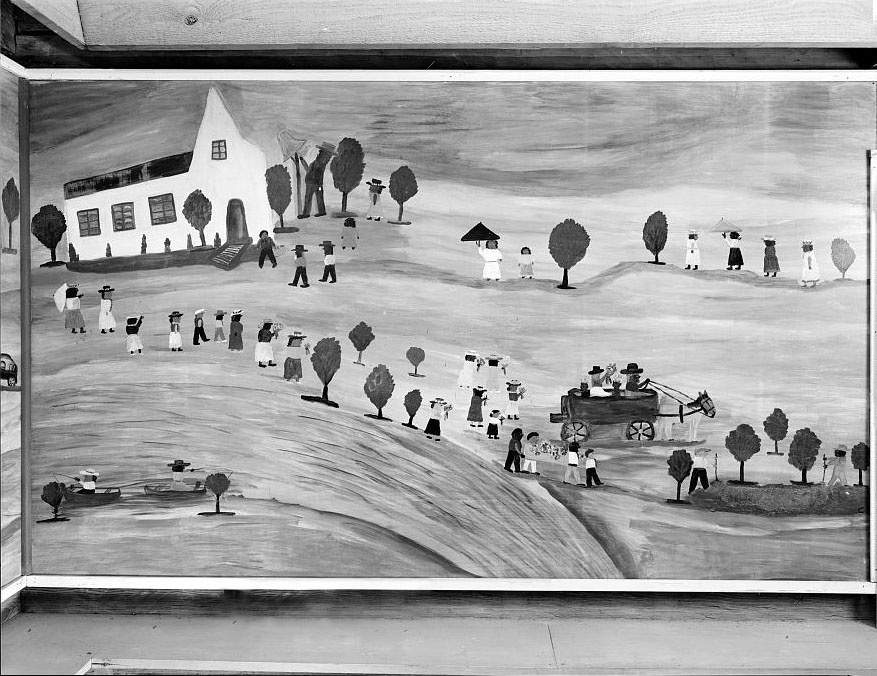
Funeral & Wake (1955), detail muurschildering van Clementine Hunter in het "African House" op de Melrose Plantation

- Gemeinsame Normdatei: 1027997627
- International Standard Name Identifier: 0000 0000 7896 0627
- Library of Congress Control Number: n88016218
- RKD-Nederlands Instituut voor Kunstgeschiedenis: 292259
- SNAC: w6gj0fhs
- Système universitaire de documentation: 133727238
- Union List of Artist Names: 500111625
- Virtual International Authority File: 96519292
- WorldCat: E39PBJxcVXBQRDJdH3Cyhp9qwC